# Rineloricaria tropeira
Rineloricaria tropeira és una espècie de peix de la família dels loricàrids i de l'ordre dels siluriformes.

## Morfologia
Els mascles poden assolir els 10,3 cm de longitud total.

## Distribució geogràfica
Es troba a la conca del riu Uruguai al Brasil.